# Villa Madame
La villa Madame (en italien villa Madama) est une villa suburbaine au pied du Monte Mario dans la périphérie romaine, sur le côté droit du Tibre près du Foro Italico, dans le Municipio XVII.
La villa doit son nom à Marguerite de Parme qui a également laissé le palais Madame au centre de Rome.
Elle est utilisée comme bureau de représentation par la présidence du Conseil des ministres et par le ministère des Affaires étrangères de la République italienne. La Villa Madama est officiellement la résidence d'accueil des chefs d'État étrangers reçus par le président du Conseil, la résidence officielle du chef du gouvernement étant le palais Chigi.

## Histoire

### Construction

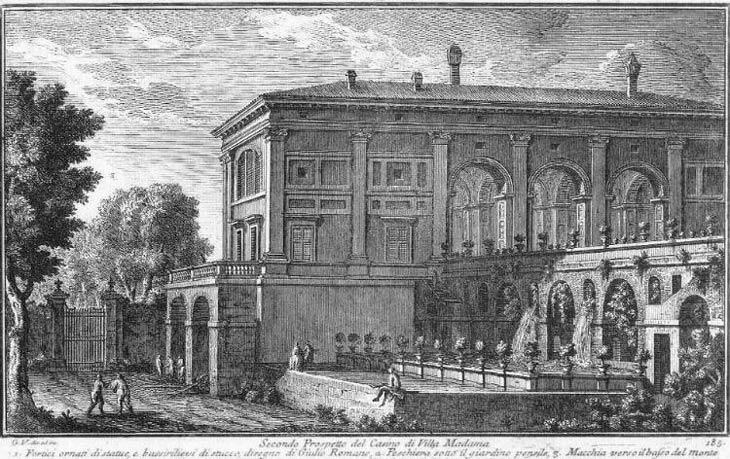
Villa Madame (gravure de Giuseppe Vasi - 1761).

Les travaux pour sa construction commencent en 1518, sous la papauté de Léon X (Giovanni di Lorenzo de' Medici), à la demande de son cousin le cardinal Giulio de' Medici. Dans la période suivant le Moyen Âge, la nouvelle société romaine est sortie des palais sombres et fortifiés à l'intérieur des murs des villes, pour profiter de séjours paisibles dans des villas de campagne. Au cours de ces années, la splendeur et l'élégance de la villa, plus tard connue sous le nom de « Farnesina », commandée par le banquier Agostino Chigi et construite par Baldassarre Peruzzi sur la via della Lungara dans le Trastevere, a fait beaucoup de bruit. Le futur pape a donc également voulu faire édifier une villa de campagne sur un éperon des pentes du Monte Mario, conçue comme une maison d'agrément et de détente.
Il charge Raphaël de réaliser le projet et Antonio da Sangallo le Jeune (aide de Raphaël sur le chantier de la basilique Saint-Pierre) de suivre l'exécution des travaux. Ceux-ci sont ralentis en raison de la mort prématurée de Raphaël en 1520, à l'âge de 37 ans, mais reprennent et sont achevés, pour les bâtiments en 1524-1525, après l'élection sur le trône papal de Giulio qui devient le deuxième pape de la famille Médicis sous le nom de Clément VII en 1523. Un groupe d'artistes remarquables travaille sur le chantier : outre Antonio da Sangallo, est présent sur place, Giulio Romano, héritier de l'atelier de Raphaël, qui se consacre à la décoration avec Baldassarre Peruzzi et Giovan Francesco Penni ; Giovanni da Udine s'occupe des stucs en s'inspirant de la Domus Aurea de Néron, récemment découverte, et Baccio Bandinelli des sculptures.
Le projet d'origine était majestueux et complexe et impliquait une grande extension de terrain qui aurait dû aller par gradations, avec une succession de terrasses, de perspectives Renaissance et de jardins à l'italienne, jusqu'aux rives du Tibre. Pour la construction des structures étayées, la collaboration d'Antonio da Sangallo le Vieux, connu pour ses compétences techniques en fortifications, a également été sollicitée. Il prévoyait une immense villa autour d'une cour circulaire, avec une splendide loggia ouvrant sur le magnifique jardin en terrasse s'échelonnant au sommet du Monte Mario, alors aux portes de Rome.
La réalisation définitive du projet, est irrémédiablement compromise par les vicissitudes que l'État papal connaît sous la papauté de Clément VII. En 1527 le sac de Rome par les Lansquenets de Charles Quint, avec la complicité de la famille Colonna, et l'accord qui en découle entre le pape et l'empereur, enlèvent toute priorité à la réalisation de l'ambitieux projet de Raphaël. Au cours de cet épisode tragique de l'histoire romaine, la villa est saccagée et incendiée. Vasari dit que le pape a pleuré quand il l'a vu brûler depuis son refuge du château Saint-Ange.

### Événements ultérieurs

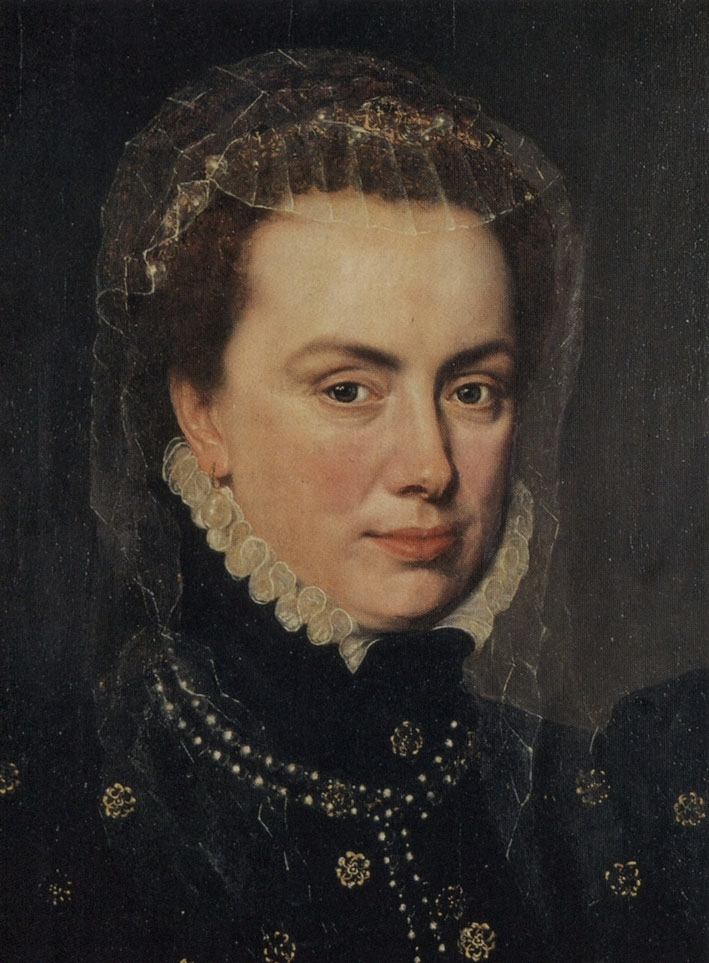
Marguerite de Parme (1522-1586).

Après la mort de Clément VII, la villa reste la propriété de la famille Médicis : elle appartient d'abord au cardinal Hippolyte de Médicis puis à Alexandre de Médicis (1510-1537), duc de Florence, qui épouse Marguerite de Parme (1522-1586), fille naturelle de l'empereur Charles Quint. Le titre de « Madame », par lequel elle apprécie être appelée, est donné comme nom à la villa, ainsi qu'au palais Madame à Rome (siège du Sénat de la République) et à la ville de Castel Madama, près de Tivoli. À la mort d'Alexandre, Marguerite, veuve à l'âge de 15 ans, épouse Octave Farnèse, duc de Parme et de Plaisance, et neveu du pape Paul III.
À la mort de Marguerite, la villa passe aux héritiers de la famille Farnèse, amorçant un abandon lent et progressif. La famille Farnèse éteinte, la villa poursuit sa décadence, passant en héritage au roi de Naples Charles VII, qui la laisse se transformer en propriété agricole, prérogative de la couronne, et la prive de toute décoration artistique. Au cours du XIXe et du début du XXe siècle, la villa est en ruine, servant de grange, d'entrepôt agricole et même de logement pour les troupes.
En 1913, elle est achetée par Maurice Bergès, un ingénieur toulousain, qui charge Marcello Piacentini de la restaurer. En 1925, elle est achetée par l'héritière américaine Dorothy Chadwell Taylor, comtesse Dentice di Frasso, qui, en trois ans, achève le projet de restauration. La construction du deuxième étage est due à l'intervention de Piacentini, que la famille Frasso veut autant que possible, en harmonie avec le projet original. Se basant sur un dessin de son père, Pio Piacentini, probablement inspiré des œuvres de Bramante à la basilique Saint-Pierre et d'Antonio da Sangallo le Jeune à la villa Farnèse de Caprarola, Piacentini crée l'escalier en colimaçon en travertin de style Renaissance qui mène à l'étage noble. À l'époque moderne, les arcades de la loggia sont fermées par de grandes fenêtres afin de protéger les décorations des voûtes.
Dorothy et son mari, le comte Carlo Dentice di Frasso, la meublent somptueusement. Le jeune acteur Gary Cooper est l'invité de la comtesse. Dorothy organise la donation de la villa à la personne du chef du gouvernement italien de l'époque, Benito Mussolini, qui en fait immédiatement (1941) don à l'État, comme en témoigne une inscription sur une plaque spéciale apposée à l'intérieur pendant plus de vingt ans (elle y est restée jusqu'en 1962, et a été enregistrée lors de restaurations de l'époque, par les ingénieurs civils de Rome). Aménagée par l'État pour les réceptions officielles, elle conserve jusque dans les années 1960 des services de porcelaine très fine et des verres précieux de l'époque mussolinienne, le tout avec l'emblème officiel de l'État, y compris la couronne et les fasces, objets compromettants aux yeux des invités internationaux.
Après la Seconde Guerre mondiale, la villa est occupée brièvement par la Présidence du Conseil des Ministres qui y tient quelques réunions, au moins jusqu'au gouvernement Scelba, puis la villa est affectée au ministère des Affaires étrangères proche, qui la gère et la détient. En 2004, l'architecte d'intérieur italien Giorgio Pes est chargé par le ministère de réaliser des interventions de décoration intérieure et d'ameublement à l'intérieur de la villa, ainsi que dans une partie des extérieurs. Le ministère des Affaires étrangères utilise la Villa Madame comme bureau de représentation pour accueillir des réceptions diplomatiques, des conférences, des conventions ou d'autres activités institutionnelles. La Casale di Villa Madama, située dans le même quartier que la Villa, abrite l'Institut diplomatique « Mario Toscano », centre de formation du ministère.

## Description et influence

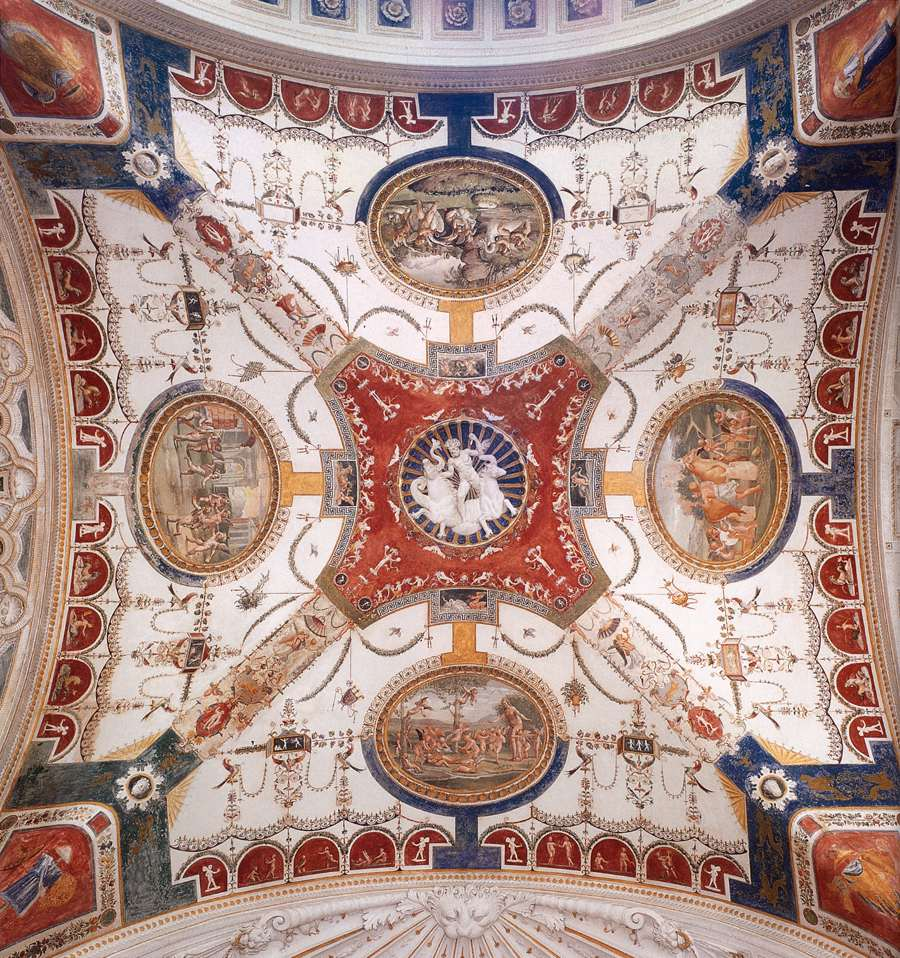
Giovanni Da Udine, détail du plafond de la loggia du jardin.

La villa Madame est l'une des villas suburbaine sur le modèle des villas romaines, imaginées pour organiser des fêtes, construites au XVIe siècle à Rome. Elle est conçue avec l'intention de rivaliser avec les villas de l'antiquité, comme celle de Pline le Jeune, et avec des villas contemporaines comme celle de la Farnesina.
Même si le projet n'est pas complètement achevé, avec sa loggia d'origine raphaélienne et le jardin suspendu, la villa est l'une des plus célèbres et des plus imitées de la Renaissance.
La loggia de Raphaël se compose de trois arcs ronds qui donnent sur le jardin à l'italienne. À l'intérieur, les hautes travées, qui imitent et mettent en valeur l'architecture des thermes romains, présentent des deux côtés des croisées d'ogives, celle centrale ayant un dôme circulaire, le tout entièrement et extraordinairement décoré par les stucs de Giovanni da Udine et par les peintures de Giulio Romano. Partout, les deux artistes ont peints des grotesques qu'ils ont redécouverts dans les fouilles de la Domus aurea, combinant charme de la nouveauté et remploi d'un type classique. C'est l'une des œuvres de Raphaël qui eut le plus d'influence car la forme de la loggia, avec son ordre colossal, ses immenses baies ouvertes et sa superbe décoration en stuc, constitue le modèle de nombreux bâtiments. Les stucs représentaient des grotesques et des arabesques, des vrilles sortant de vases élancés, des moulures en forme d'éventail et d'aile de chauve-souris, de petits sphinx, des camées et des médaillons de style classique tardif ; les voûtes reprenaient ces thèmes avec encore plus d'imagination.
Outre la loggia, l'élément artistique pertinent est la salle au plafond voûté, également magnifiquement décorée par Giulio Romano. Les stucs blancs du vestibule d'entrée, datés de 1525 et signés par Giovanni da Udine, sont d'une finition raffinée. Les sols sont partout en terre cuite et en marbres polychromes anciens.
La cour circulaire est agrémentée d'un escalier monumental. Autour, s'organisent le jardin à la française, un amphithéâtre extérieur creusé à flanc de la colline et une terrasse avec vue sur le Tibre.
Dans le jardin à l'italienne, devant la loggia, la fontaine de l'éléphant de Giovanni da Udine commémore l'éléphant indien « Hanno », amené à Rome par l'ambassadeur du Portugal pour la consécration de Léon X en 1514. Une autre fontaine, perdue mais dont Giorgio Vasari donne une description précise, était une fontaine rustique à grosse tête de lion qui faisait allusion à Léon X et qui était située sur la colline. Sous le jardin suspendu, il y a un vivier. Sur les côtés de l'entrée qui mène de la terrasse au jardin rustique, sont installés deux géants en stuc de Baccio Bandinelli.

## Source de traduction
- (it) Cet article est partiellement ou en totalité issu de l’article de Wikipédia en italien intitulé « Villa Madama » (voir la liste des auteurs).